# Goiaci
Goiaci (in sloveno Gojače) è un centro abitato della Slovenia, insediamento (naselje) del comune di Aidussina. È capoluogo di una comunità locale, una delle 28 in cui si suddivide il comune, che comprende anche il vicino insediamento di Malovše.

## Storia
In epoca asburgica il centro abitato apparteneva storicamente alla Contea di Gorizia e Gradisca (a sua volta inquadrata dapprima nel Regno d'Illiria e poi dal 1849 nel Litorale austriaco), come comune autonomo, che includeva anche il vicino villaggio di Malauschie (Malovše o Malouše). La località era nota con i toponimi sloveno di Gojazie e poi di Gojače.
Dopo la prima guerra mondiale e il Trattato di Rapallo Goiaci passò, come tutta la Venezia Giulia, al Regno d'Italia; il toponimo venne italianizzato dapprima in Goiaze e poi nel 1923 in Goiaci. La circoscrizione territoriale rimase la medesima che in epoca asburgica, includendo la frazione di Maloze/Malosce (Malovše). Nel 1923 il comune venne inserito nel circondario di Gorizia della provincia del Friuli. Nel 1927 passò alla nuova provincia di Gorizia e poco dopo venne aggregato al comune di Cernizza Goriziana.
Nel 1947, dopo la seconda guerra mondiale e i Trattati di Parigi, il territorio passò alla Jugoslavia. In seguito Goiaci (tornata ufficialmente Gojače) venne inclusa nel comune di Aidussina. Dal 1991 fa parte della Slovenia.